# Могадору (парафія)
Могадору (порт. Mogadouro; МФА: [mu.gɐ.ˈdo.ɾu]) — парафія в Португалії, у муніципалітеті Могадору. Розташована в північно-східній частині країни, на теренах історичної португальської провінції Трансмонтана. Входить до складу округу Браганса. За адміністративним поділом, чинним до 1976 року, терени парафії були складовою провінції Трансмонтана і Верхнє Дору. Належить до Брагансько-Мірандської діоцезії Католицької церкви. Патрон — святий Мамант. Площа — 48,7273 км². Населення — 3549 ос. (2011). Слабо урбанізований регіон. Густота населення — 72,83 осіб/км²
. Код — 040810.

## Населення
| Кількість мешканців | Кількість мешканців | Кількість мешканців | Кількість мешканців | Кількість мешканців | Кількість мешканців | Кількість мешканців | Кількість мешканців | Кількість мешканців | Кількість мешканців | Кількість мешканців | Кількість мешканців | Кількість мешканців | Кількість мешканців | Кількість мешканців |
| ------------------- | ------------------- | ------------------- | ------------------- | ------------------- | ------------------- | ------------------- | ------------------- | ------------------- | ------------------- | ------------------- | ------------------- | ------------------- | ------------------- | ------------------- |
| 1864                | 1878                | 1890                | 1900                | 1911                | 1920                | 1930                | 1940                | 1950                | 1960                | 1970                | 1981                | 1991                | 2001                | 2011                |
| 1 208               | 1 426               | 1 599               | 1 773               | 1 626               | 1 532               | 2 002               | 2 035               | 2 106               | 2 090               | 1 780               | 2 805               | 2 994               | 3 638               | 3 549               |